# Dobrzany (gromada)
Dobrzany (do 31 XII 1961 Ognica) – dawna gromada, czyli najmniejsza jednostka podziału terytorialnego Polskiej Rzeczypospolitej Ludowej w latach 1954–1972.
Gromady, z gromadzkimi radami narodowymi (GRN) jako organami władzy najniższego stopnia na wsi, funkcjonowały od reformy reorganizującej administrację wiejską przeprowadzonej jesienią 1954 do momentu ich zniesienia z dniem 1 stycznia 1973, tym samym wypierając organizację gminną w latach 1954–1972.
Gromadę Dobrzany z siedzibą GRN w mieście Dobrzanach (nie wchodzącym w jej skład) utworzono 1 stycznia 1962 w powiecie stargardzkim w woj. szczecińskim w związku z przeniesieniem siedziby gromady Ognica z Ognicy do Dobrzan i zmianą nazwy jednostki na gromada Dobrzany; równocześnie do gromady Dobrzany włączono miejscowość Kozy z gromady Długie, miejscowość Kępno z gromady Marianowo oraz miejscowości Szadzko i Odargowo ze zniesionej gromady Tarnowo w tymże powiecie.
1 stycznia 1969 do gromady Dobrzany włączono miejscowości Bytowo, Ciszewo, Dolice, Grabnica, Kielno, Krzemień, Okole i Wabnik ze zniesionej gromady Krzemień oraz miejscowości Biała, Lutkowo i Mosina ze zniesionej gromady Długie w tymże powiecie.
Gromada przetrwała do końca 1972 roku, czyli do kolejnej reformy gminnej. 1 stycznia 1973 w powiecie stargardzkim utworzono gminę Dobrzany.